# Martin Hess
Martin Hess né le 6 février 1987 à Heilbronn, est un footballeur allemand évoluant au poste d'attaquant.

## Carrière
- depuis 2007: Eintracht Francfort (Allemagne).